# Фуга смерті
«Фуга смерті» (нім. Todesfuge) — вірш єврейського поета Пауля Целана, який ліричним способом висвітлює тему націонал-соціалістичного винищування євреїв. Вірш створений між 1944 і початком 1945 року, під час перебування Целана у Чернівцях. Вперше він з'явився в румунському перекладі у травні 1947 року. Німецька версія була опублікована у першій збірці віршів Целана «Пісок із урн» (1948), але досягла підвищеної уваги громадськості лише після включення її до подальшої збірки «Мак і пам'ять» (1952). Характерним для вірша є багатослівне приєднання до музичної фуги повторюваних мотивів і варіюючих структур, а також використання парадоксальних шифрів, таких як «Чорне молоко світання», які натякають на історичні події, не називаючи їх конкретно. Цитата «бо смерть це з Німеччини майстер» увійшла у німецьку мову як сталий вислів.
«Фуга смерті» — найвідоміший вірш Целана, надрукований в численних антологіях і шкільних підручниках, цитується на урочистостях і часто художньо адаптований. «Фуга смерті», однак, досягла міжнародного статусу одного з найважливіших віршів, які вшановують пам'ять жертв Голокосту, і свідчить про поетику поезії Голокосту.

## Побудова
Вірш тематично розділений на строфи. Тут в цілому 36 рядків, розділених на чотири частини: дев'ять віршів в першій строфі, шість і три вірші в наступних двох, вірші п'ять і три в четвертій і п'ятій строфі, вісім віршів шостої строфи та фінальний куплет. Кожен розділ починається з лейтмотиву «Чорне молоко світання», який утримує вірш у формальних рамках. Метафора з'являється чотири рази і змінюється в послідовності часових прислівників «увечері», «опівдні», «зранку» і «вночі», а також перехід від третьої особи («вони») на другу («ти»). У четвертому розділі, алегоричний образ «смерть це з Німеччини майстер» зупиняє процес так, що коротка строфа «ми п'ємо і п'ємо» порушується і об'єднується в нову довгу.
Поема не має розділових знаків. 36 рядків поеми складаються переважно з довгих строф, які перериваються короткими.

## Інтерпретація
«Чорне молоко світання»
Центральна метафора поеми — «Чорне молоко світання» — це оксиморон. В той час як іменник «молоко» в цілому є позитивним поняттям, прикметник «чорний» скасовує це значення і показує зовсім протилежне. Молоко тут не дає життя, а приносить втрату як «молоко смерті». «Ранній» стоїть тут не для позначення пори дня, а для невизначеної зони між життям і смертю. Картина «Чорне молоко світання» є символом Голокосту, без явних висловлювань з газових камер або крематоріїв.
«Твоє золотисте волосся Маргарет / твоє попелясте волосся Суламіф»
В останніх двох рядках поеми ясно виражена поліфонічна і контрапунктська форма фуги. З одного боку, метричні ідентичні форми «мотиву двійників» з'єднані паралельно, з іншого боку, вони змістовно стоять один проти одного. У той час як більшість віршів у фіналі вичерпали свою образність, «Фуга смерті» закінчується великим планом біблійної героїні Суламіф з Пісні пісень Старого Завіту. Але це не наречена, чиє волосся подібне пурпоровим королівським шатам; «попелясте волосся» Суламіф є картиною єврейських жертв Голокосту під владою нацистів.
Алегорична жіноча пара Маргарита і Суламіф стоїть у давній християнській традиції уявлень сліпої павшої Синагоги і тріумфуючої церкви, яке втілюється також через образ Марії, матері Ісуса: в «зіставленні і опозиції», «в кам'яних алегорій стародавніх церковних порталів: біль і пам'ять зображення іудео-християнської, єврейської, німецької історії». Целан взяв контраст між «ідеальних наречених» Старого та Нового Завітів, але у нього замінений, відповідно до Тео Бак в «зсуву парадигми», з новозавітної Марії або фігури Маргарет, німецький «ідеальний образ золотисто-рудої дівчинки».
«Один чоловік живе в хаті»
У поемі присутні постраждалий — «Ми-голоси» — і злочинець — «Він-голос» — в порівнянні один з одним і пов'язані з загальною темою — становлення вбивства — його контрапункт — вбивство. В безіменному будинку злочинець командує: «він свистить», «він наказує», «він вигукує». Він «грає зі зміями», тобто, зі злом, мотивом спокуси в гріховному падінні. Він змушує жертв до танцю, таким чином, спотворюючи красу музики до жаху. Максима «смерть це з Німеччини майстер» фокусується на майстерному виконанні вбивств неприродньо-вдосконаленою машиною.
Целан наголосив у листі до Вальтера Єнса «архетипні трансформації» волосся Маргарет зміям, «волосся часто перетворюється (як в казках, так і в міфах)у змії».
Але людина, чия діяльність розгорнута сценічно, це не просто демонічна фігура зла. Він «пише коли темніє в Німеччині», листи до своєї улюбленої Маргарет.
Він дивиться на небо і любить музику.
Його сентиментальні пориви поширюються на естетизації операції вбивства. Целан показує злочинця у вигляді суміші романтики і жорстокості, плазування й зарозумілості, ідеалізму і нігілізму. У «Фузі смерті» «болюча, німецька рима» стала фатальною. Петер фон Матт, в його інтерпретації припускає, що Целан мав на увазі смерть своєї матері, яка любила німецьких поетів і була застрелена одним німцем.
«Ми п'ємо і п'ємо»
Вірш говорять хором в першій особі множини, «ми». «Він» зображений як злочинець. Постійне повторення приспіву посилюють страждання, поки не буде прийнято рішення у останніх двох віршах зіставити злочинців і жертв Маргарет та Суламіф. «Вони п'ють від смерті».
Вірш зберігає історію страждань вмираючих після їх смерті. Серед інших способів зберегти вбивство німецьких євреїв за весь час в пам'яті, таких як свідчення свідків і документацію, Целан поставив би свій шлях, мистецький шлях віршів. «Фуга смерті», як вірш про винищення євреїв, продовжує єврейську традицію «пам'яті про історичну травму».

## Публікація, вплив
Сам Целан пише німецькому видавничому дому, що вірш «написаний навесні 1945 року в Бухаресті». Тео Бак припускає, що перший проект вірша виник восени 1944, але до наступної весни прийняв свою остаточну форму.
Два роки потому, 2 травня 1947, румунський переклад поеми був опублікований другом Целана Петре Соломоном під назвою «Tangoul morţii» (Todestango) в журналі «Contemporanul». Це була перша публікація Целана. Враження супроводжується коментарем редактора, який приписував віршеві реалістичну основу і це на тлі можливого звинувачення у формалізмі, прийнятої в захисті: «Вірш, переклад якого ми публікуємо, ґрунтується на фактах».
Причини чому Целан остаточно виступив проти назви «Танго смерті» і надав перевагу назві «Фуга смерті» є невідомими.
Коли Целан, після того як він залишив Румунію в 1948 році, опублікував свою першу збірку віршів «Пісок з урн», поема «Фуга смерті» формує кульмінацію і завершення збірки. Збірка вийшла в невеликих кількостях і була понівечена такою кількістю одруків, що, зрештою, Целан її знищив. У 1952 році вірш став відомим для більш широкої аудиторії як частина другої збірки «Маки і пам'ять». Крім того він був відзначений як окрема глава в середині книги.
Сенс вірша послаблюється після смерті Целана. «Фуга смерті» був не тільки «найвідомішим прикладом поезії Голокосту», але «найбільш знаменитим віршем класичного модернізму» взагалі. Біограф Целана Вольфганг Еммеріх аналізує: «Його „Фуга смерті“ є, мабуть, віршем століття».
Естетичний ефект «Фуги смерті» був обговорений в прозі Марії Луїси Кашніц, Хайнца Піонтека і Германа Ленца, у яких Целан виступає як літературний діяч.

## Переклади українською
Українською вірш переклали, зокрема, Віра Вовк, Микола Бажан, Василь Стус, Петро Рихло, Мойсей Фішбейн та Леонід Череватенко.